# Esporte Clube Vitória
Pour les articles homonymes, voir Vitória.
Maillots
Actualités
Dernière mise à jour : 9 août 2025.
Le Esporte Clube Vitória est un club brésilien de football basé à Salvador de Bahia.

## Histoire
Le club est fondé en 1899 sous le nom de Club de Cricket Victoria par les frères Artur et Artêmio Valente, qui avaient appris le football pendant leurs études en Angleterre .
Le club est longtemps dans l'ombre de son rival local l'EC Bahia, mais depuis 2000 commence à gagner de l'importance, en remportant neuf championnats de Bahia en une décennie.
En 2007, Vitória est promu en Série A, il termine la saison 2008 en milieu de tableau et se qualifie pour la Copa Sudamericana 2009, en 2009 une 13e place est également qualificative pour la Copa Sudamericana 2010, mais la saison suivante Vitória est redescendu en Série B. Le club fera son retour en Serie A en 2013 et termine la saison à la 5e place à deux points d'une qualification en Copa Libertadores. La saison suivante, le club est relégué,  puis immédiatement promu à nouveau en 2015 puis relégué en 2018. En 2021, le club se retrouve en Série C. L'année suivante, le club a pu atteindre la quatrième place du championnat et ainsi revenir en Série B 2023.

## Palmarès
- Championnat du Brésil de deuxième division
  - Champion : 2023

- Championnat du Brésil
  - Vice-champion : 1993

- Championnat de Nordeste
  - Champion : 1976, 1997, 1999, 2003, 2010

- Championnat de Bahia (30)
  - Champion : 1908, 1909, 1953, 1955, 1957, 1964, 1965, 1972, 1980, 1985, 1989, 1990, 1992, 1995, 1996, 1997, 1999, 2000, 2002, 2003, 2004, 2005, 2007, 2008, 2009, 2010, 2013, 2016, 2017, 2024

## Joueurs emblématiques
- Dida
- Khaled Kharroubi
- Dejan Petkovic
- Bebeto
- Fábio Costa
- Matuzalém
- Dudu Cearense
- Júnior
- Edílson
- Vampeta
- Vanderson
- Víctor Ramos
- Felipe Saad
- David Luiz
- Hulk
- Chiquinho